# 雍闓
雍闓（？—225年），一作雍凱，三国时益州南部耆帅，為汉高祖時代武將雍齿的後裔，益州郡（治今云南昆明市晋宁区东北晋城街道）人。

## 製造蠻亂
先世为汉族移民，因世居南中地区，深受其影响，“恩信著于南土”。223年（章武三年、建兴元年），劉璋與劉備逝世時，雍闿與高定、朱褒兩人在南中发动反對蜀漢的叛乱，杀死當時益州郡太守正昂，又將繼任太守張裔擒獲，李嚴連寫了六封信向闓曉以大義，但闓回信“土無二王”，決心反叛。
之後在士燮和步騭的引诱下，使雍闿归附东吴并将张裔送给东吴，东吴遂以雍闿为永昌太守。
在呂凱和王伉的抵抗下，雍闿不能前进，便派孟获煽动“夷越”诸夷叛乱以响应其行动，参与叛乱的还有牂柯郡太守朱褒、越巂夷王高定二人。225年（建兴三年）春，诸葛亮率兵分三路南征，他率众赴越巂郡（以今西昌市为中心的四川西南地区）援助当地叟帅高定，雍闿在诸葛亮的讨伐下被斩杀，另有一说指由于大姓与少数民族的矛盾，雍闿是被高定部下所杀。